# 보스턴 학살
보스턴 학살(Boston Massacre)은 1770년 3월 5일 보스턴 시의 부두에서 술을 마시던 노동자들과 주둔군 사이에 시비가 붙은 일이 유혈 사태로 확대된 사건이다. 식민지인들이 주둔군에게 눈덩이를 던졌고, 그 눈덩이에 맞은 군인이 화가나서 식민지인들에게 발포했다. 이 사건으로 5명이 숨졌다. 인쇄물에 고액세금을 매긴 〈인지세법〉, 설탕·커피·포도주를 포함한 대부분의 수입품에 관세를 부과하기로 결정한 〈설탕법〉 등으로 인한 식민지 사람들과 본국인 영국 간의 대립이 발생 배경이다.
결국 새뮤얼 애덤스를 비롯한 독립혁명론자들의 주장에 무게를 실어주어, 보스턴에 주둔하던 영국군인들은 철수했다. 이러한 미국과 영국간의 갈등은 보스턴 시민들이 인디언으로 위장해서 홍차상자를 바다에 던져버린 ‘보스턴 차 사건’을 계기로 폭발해 ‘미국 독립전쟁’이 일어났다.

## 과정
사건은 킹 스트리트에서 시작되었다. 가발을 만드는 도제 '에드워드 개릭'이 영국군 장교 '존 골드 핀치'에게 이발대 지불이 늦어지고 있다고 호소했다. 골드 핀치는 그 날에 돈을 주려고 했지만, 개릭에게 대꾸하지 않았다. 개릭이 한 시간 후에도 큰소리로 돈을 달라고 보채자 세관 밖에서 보초를 서고 있던 병사 '휴 화이트'에게 소동을 제압하라고 했다. 휴 화이트는 개릭의 머리를 때렸다. 개릭의 동료가 비명을 지르자, 영국군 하사가 그들을 내쫓았다.
제자들은 근처에 있던 자들을 모아 돌아와서, 보초를 서고 있던 병사들에게 욕설을 퍼부었고, 눈 뭉치와 작은 물건들을 그들에게 던졌다. 휴 화이트는 경호대에 지원을 요청했다. 그 날 당직을 서고 있던 '토머스 프레스턴' 대위는 제29보병 연대에서 하사 1명과 병사 6명을 출동시켰고, 자신도 곧바로 현장으로 향했다. 군중은 수가 늘어나면서, 돌과 지팡이, 얼음 덩어리를 계속 투척하였다. 이어 선원들과 조선소의 직공도 가세를 했고, 군중과 병사들이 대치를 하였다. 주변의 교회 종소리가 울리자 보스턴 시민들이 군중에 가세하여 소요는 더욱 커졌고, 위험한 상황에 이르렀다. 이 소요 중에 일병 '몽고메리'가 얼음 덩어리를 맞고 쓰러지면서, 총을 놓쳤다. 몽고메리는 다시 일어나 무기를 잡고 머스켓을 하늘로 쏘며, 화가 나서 “지랄 같은, 사격!”이라고 외치며 위협사격을 가했다. 그 후 몽고메리는 군중들에게 무장해제를 당했고, 어떤 명령도 하달받지 않았다. 장교인 '리처드 팜'은 처음에는 군중들에게 당한 몽고메리와 프레스턴에게 곤봉으로 팔을 때렸다. 리처드 팜는 프레스턴의 머리를 때리려다 팔을 때렸다. 잠깐 동안 소요가 멈췄고, 그 후 군인들은 군중을 향해 발포했다.
무차별 총격으로 11명이 총에 맞았으며, 3명은 즉사하고, 몇 시간 후에 1명이, 또 2주 후에 또 1명이 사망했다. 다른 6명은 목숨을 건졌다. 사망자는 로프 메이커 새뮤얼 그레이, 선원이었던 제임스 콜드웰, 혼혈 선원인 크리스퍼스 애턱스는 즉사했고, 17세의 새뮤얼 메이 브릭(군중의 뒤에 있었지만 유탄을 맞고 다음날 사망), 30세의 아일랜드 이민자 패트릭 커(2주 후에 사망)도 이어 사망했다. 사태 수습을 위해 다음날 영국군 당국은 모든 군인들을 시내 중심가에서 보스턴 항구 캐슬 아일랜드 요새로 이동하기로 합의했다.

## 재판
사건 후 프레스턴과 병사들은 체포되어 서퍽 카운티 지방 법원에서 재판을 받았다. 존 애덤스, 죠시아 퀸시 2세(Josiah Quincy II), 로버트 오크무티(Robert Auchmuty) 3명이 변호인 측을 맡았다. 샘슨 솔터 블로워즈(Sampson Salter Blowers)는 배심원으로 선정되었다. 그리고 매사추세츠 만 식민지의 수석 검사, 사무엘 퀸시(Samuel Quincy)와 사립 변호사 로버트 트리트 패널은 보스턴 시 당국에 고용되는 형태로 검찰을 맡았다. 배심원 전원이 보스턴 외부 사람으로 선정된 것 때문에 재판은 1개월이 늦춰졌다.
먼저 배심원은 이 사건에서 발포가 프레스턴의 명령을 받고 쏜 것이 아닌 우발적인 사고라고 판단하여, 프레스턴에게 무죄를 선고했다. 이어 1명의 병사가 총을 전혀 쏘지 않았다는 사실을 증언했기 때문에, 검찰 측은 병사들의 유죄를 입증해야 했다. 이 단계에서, 배심원은 6명의 병사를 무죄로, 몽고메리와 매튜 킬로이(Matthew Killroy) 두 명의 일병을 살인죄로 유죄를 평결했다. 본래대로라면 사형에 처해져야만 하지만 정당방위(Self Defence)로 무죄 판결됐다.

## 의의

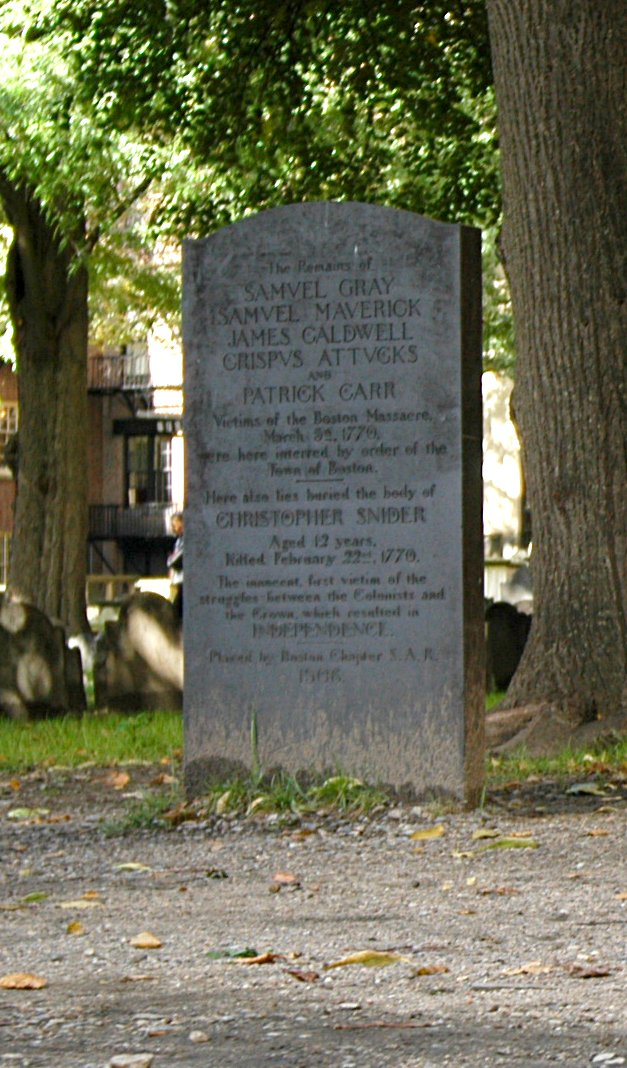
보스턴 학살 기념비, 그래너리 베링 그라운드

한편, 새뮤얼 애덤스 등 독립파들은 이 사건을 ‘보스턴 학살’이라고 반 영국의 선전도구로 이용했다. 그들은 이 사건으로 떠오른 문제는 피해자의 많고, 적음이 아니라 영국 정부가 군대를 상주시키고, 영국 의회에서 제정된 식민지 법 제도에 정면으로 반하는 법률을 군대의 힘으로 시행 하고 있다고 주장했다. 카를 제외한 4명의 합동 장례식은 그 당시 북미에서는 최대의 군중집회가 되었다. 이듬해 1771년부터 1783년까지 보스턴 시 당국은 이 사건을 잊지 않기 위해 매년 이 사건이 일어난 날 행사를 실시했다. 〈미국 독립 선언〉의 본문에도 ‘보스턴 학살 사건’에 대한 불만이 언급되고 있다. 그러나 이 사건의 재판에서 변호를 맡았고, 이후 제2대 대통령이 된 존 애덤스는 변호사에 대해 “내 인생에서 가장 용감하고 관대하고, 인간적이고, 공정한 무사한 행동이며, 또한 국가에 대한 최선의 행동 중 하나였다”고 말했다. 그러나 동시에 아담스는 이 사건의 역사적 중요성에 대해서도 인식하고 “미국 독립의 주춧돌이 되었다”고 말했다.
오늘 날 이 사건이 일어난 장소는 ‘보스턴 학살 터’로 프리덤 트레일과 함께 명소가 되어 있다. '보스턴 학살 터'는 데본셔 거리(Devonshire Street)와 스테이트 스트리트(State Street)의 교차로 부근, 옛 주의회 의사당 맞은 편에 위치하고 있다.